# Hieronyma fendleri
Hieronyma fendleri är en emblikaväxtart som beskrevs av John Isaac Briquet. Hieronyma fendleri ingår i släktet Hieronyma och familjen emblikaväxter. Inga underarter finns listade i Catalogue of Life.